# Jelena Petrowna Antonowa
Jelena Petrowna Antonowa (russisch Елена Петровна Антонова; * 21. August 1952 in Taschkent) ist eine ehemalige sowjetische Ruderin, die 1976 eine olympische Bronzemedaille gewann.

## Sportliche Karriere
Die 1,80 m große Ruderin von Trud Moskau belegte bei den Europameisterschaften 1972 den fünften Platz im Einer. Bei den Europameisterschaften 1973 trat Jelena Antonowa zusammen mit Olga Klinischewa im Doppelzweier an und gewann den Titel. 1974 fanden erstmals bei Ruder-Weltmeisterschaften Wettbewerbe für Frauen statt. Jelena Antonowa startete bei den Weltmeisterschaften 1974 mit Galina Jermolajewa, die beiden siegten vor den beiden bundesdeutschen Ruderinnen Astrid Hohl und Regine Adam. Auch 1975 gewannen Antonowa und Jermolajewa den Weltmeistertitel, diesmal vor Sabine Jahn und Petra Boesler aus der DDR.
Bei der olympischen Premiere des Frauenruderns 1976 in Montreal startete Jelena Antonowa im Einer. Im ersten Vorlauf siegte die Bulgarin Rossitsa Spassowa vor Jelena Antonowa, im zweiten Vorlauf gewann Christine Scheiblich aus der DDR vor der US-Ruderin Joan Lind. Antonowa und Lind qualifizierten sich als Siegerinnen ihrer Hoffnungsläufe für das Finale. Am Finaltag siegte Scheiblich knapp vor Joan Lind, vier Sekunden hinter Lind gewann Antonowa die Bronzemedaille knapp vor Spassowa.